# Premio Letteraria
Il premio Letteraria è un premio letterario italiano che si tiene a Fano e viene assegnato annualmente a opere letterarie italiane e straniere edite nell'ultimo anno. I finalisti partecipano alle Giornate del Premio Letteraria, durante il mese di ottobre a Fano, dove presentano i propri libri.

## Storia
Il Premio e le Giornate del Premio Letteraria si svolgono per la prima volta nel 2014 a Fano su iniziativa dell'Associazione Letteraria, in partenariato con il Comune di Fano.
Scopo principale del premio, come indicato nello statuto dell'associazione, è di promuovere la lettura non sono fra gli adulti ma anche nel mondo giovanile.

## Regolamento
Ogni anno viene trasmesso un bando per la partecipazione al premio. Possono partecipare libri di narrativa edita italiana e straniera in traduzione. I finalisti saranno indicati all'inizio del mese di giugno e parteciperanno alle Giornate del Premio, all'inizio del mese di ottobre, una sorta di festival letterario che si tiene a Fano dove vengono presentate le opere finaliste.
Oltre a una giuria, i libri in concorso vengono letti e valutati da circa mille studenti delle scuole superiori del territorio e di altre regioni.
I vincitori di entrambe le sezioni si aggiudicano un premio in denaro.

## Albo d'oro
| Edizione | Anno | Autore vincitore    | Opera vincitrice                         | Traduttore         | Casa editrice        | Sezione                           |
| -------- | ---- | ------------------- | ---------------------------------------- | ------------------ | -------------------- | --------------------------------- |
| 1ª       | 2014 | Giuseppe Catozzella | Non dirmi che hai paura                  | -                  | Feltrinelli          | Narrativa italiana                |
| 1ª       | 2014 | Stendhal            | Il rosso e il nero                       | Margherita Botto   | Einaudi              | Narrativa straniera in traduzione |
|          |      |                     |                                          |                    |                      |                                   |
| 2ª       | 2015 | Michele Mari        | Roderick Duddle                          | -                  | Einaudi              | Narrativa italiana                |
| 2ª       | 2015 | Nickolas Butler     | Shotgun Lovesongs                        | Claudia Durastanti | Marsilio             | Narrativa straniera in traduzione |
| 2ª       | 2015 | Elena Rausa         | Marta nella corrente                     | -                  | Neri Pozza           | Menzione di Letteraria in Città   |
|          |      |                     |                                          |                    |                      |                                   |
| 3ª       | 2016 | Giovanna Nieddu     | Lajoie, il narratore                     | -                  | L'asino d'oro        | Narrativa italiana                |
| 3ª       | 2016 | Ferenc Karinthy     | Epepe                                    | Laura Sgarioto     | Adelphi              | Narrativa straniera in traduzione |
| 3ª       | 2016 | Akhil Sharma        | Vita di famiglia                         | Anna Nadotti       | Einaudi              | Narrativa straniera in traduzione |
| 3ª       | 2016 | Elvio Fassone       | Fine pena: ora                           | -                  | Sellerio             | Menzione di Letteraria in Città   |
|          |      |                     |                                          |                    |                      |                                   |
| 4ª       | 2017 | Salvatore Basile    | Lo strano viaggio di un oggetto smarrito | -                  | Garzanti             | Narrativa italiana                |
| 4ª       | 2017 | Giacomo Mazzariol   | Mio fratello rincorre i dinosauri        | -                  | Einaudi Stile Libero | Narrativa italiana                |
| 4ª       | 2017 | Alejandro Palomas   | Un figlio                                | Alessio Arena      | Neri Pozza           | Narrativa straniera in traduzione |
| 4ª       | 2017 | Fabio Stassi        | La lettrice scomparsa                    | -                  | Sellerio             | Menzione di Letteraria in Città   |
|          |      |                     |                                          |                    |                      |                                   |
| 5ª       | 2018 | Sara Rattaro        | L’amore addosso                          | -                  | Sperling & Kupfer    | Narrativa italiana                |
| 5ª       | 2018 | Gaël Faye           | Piccolo paese                            | Mara Dompè         | Bompiani             | Narrativa straniera in traduzione |
| 5ª       | 2018 | Angela Nanetti      | Il figlio prediletto                     | -                  | Neri Pozza           | Menzione di Letteraria in Città   |
|          |      |                     |                                          |                    |                      |                                   |
| 6ª       | 2019 | Enrico Ianniello    | La compagnia delle illusioni             | -                  | Feltrinelli          | Narrativa italiana                |
| 6ª       | 2019 | Colm Tóibín         | La casa dei nomi                         | Giovanna Granato   | Einaudi              | Narrativa straniera in traduzione |
| 6ª       | 2019 | Narine Abgarjan     | E dal cielo caddero tre mele             | Claudia Zonghetti  | Brioschi             | Narrativa straniera in traduzione |
| 6ª       | 2019 | Seichō Matsumoto    | Tokyo Express                            | Gala Maria Follaco | Adelphi              | Menzione di Letteraria in Città   |
|          |      |                     |                                          |                    |                      |                                   |
| 7ª       | 2020 | Viola Ardone        | Il treno dei bambini                     | -                  | Einaudi              | Narrativa italiana                |
| 7ª       | 2020 | Andrea Donaera      | Io sono la bestia                        | -                  | NN Editore           | Narrativa italiana                |
| 7ª       | 2020 | Emily Brontë        | Cime tempestose                          | Monica Pareschi    | Einaudi              | Narrativa straniera in traduzione |
|          |      |                     |                                          |                    |                      |                                   |
| 8ª       | 2021 | Michele Cocchi      | Us                                       | -                  | Fandango Libri       | Narrativa italiana                |
| 8ª       | 2021 | Octavia Butler      | Legami di sangue                         | Veronica Raimo     | SUR                  | Narrativa straniera in traduzione |
|          |      |                     |                                          |                    |                      |                                   |
| 9ª       | 2022 | Andrej Longo        | Solo la pioggia                          | -                  | Sellerio             | Narrativa italiana                |
| 9ª       | 2022 | Jennifer Pashley    | Gli osservati                            | Anna Mioni         | Carbonio             | Narrativa straniera in traduzione |
|          |      |                     |                                          |                    |                      |                                   |
| 10ª      | 2023 | Stefano Redaelli    | Ombra mai più                            | -                  | Neo                  | Narrativa italiana                |
| 10ª      | 2023 | Ernest J. Gaines    | L’autobiografia di Miss Jane Pittman     | Nicola Manuppelli  | Mattioli 1885        | Narrativa straniera in traduzione |
|          |      |                     |                                          |                    |                      |                                   |
| 11ª      | 2024 | Peppe Millanta      | Cronache da Dinterbild                   | -                  | Neo                  | Narrativa italiana                |
| 11ª      | 2024 | Barbara Kingsolver  | Demon Copperhead                         | Laura Prandino     | Neri Pozza           | Narrativa straniera in traduzione |